# 1174 (szám)
Az 1174 (római számmal: MCLXXIV) az 1173 és 1175 között található természetes szám.

## A szám a matematikában
A tízes számrendszerbeli 1174-es a kettes számrendszerben 10010010110, a nyolcas számrendszerben 2226, a tizenhatos számrendszerben 496 alakban írható fel.
Az 1174 páros szám, összetett szám, félprím. Kanonikus alakja 21 · 5871, normálalakban az 1,174 · 103 szorzattal írható fel. Négy osztója van a természetes számok halmazán, ezek növekvő sorrendben: 1, 2, 587 és 1174.
Az 1174 két szám valódiosztó-összegeként áll elő, ezek az 1556 és a 2342.

## Csillagászat
- 1174 Marmara kisbolygó